# Banksy
Banksy – brytyjski artysta street art, działający pod pseudonimem artystycznym ukrywając swoją tożsamość. Jego prace pojawiają się na ulicach Londynu i w innych miejscach na świecie.
Banksy używa różnych technik do przekazywania swoich wiadomości, najczęściej humorystycznych, związanych z kwestiami społecznymi i polityką. Jego oryginalna forma sztuki ulicznej, łącząca ze sobą graffiti i charakterystyczną technikę szablonową oraz odważne i często bardzo ryzykowne umiejscowienie prac, zyskała uznanie artystów i została zauważona przez media.

## Praca
Banksy zaczynał jako artysta graffiti. Przerzucił się na graffiti szablonowe po drobnym incydencie, który spotkał go podczas malowania pociągów wraz ze znajomymi. Był wolniejszy od innych i pozostawiono go z tyłu. Gdy zjawiły się władze, schował się pod jednym z wagonów, gdzie musiał spędzić kilka godzin w ukryciu. Wspomina, iż podczas ukrywania się pod wagonem spędził mnóstwo czasu, przyglądając się numerowi seryjnemu pociągu, który został naniesiony na wagon poprzez szablon. To zainspirowało go do tworzenia szablonów.

Szczur-anarchista

Szablony Banksy’ego są bardzo często powiązane z miejscem ich umieszczenia i zawierają w sobie humorystyczne grafiki i symbole, czasem wraz ze sloganami. Ogólny przekaz jego dzieł jest antywojenny, antykapitalistyczny i pacyfistyczny. W jego ostatnich pracach często pojawiają się policjanci, żołnierze, dzieci i osoby starsze oraz zwierzęta, takie jak szczury i małpy. Tworzy także wlepki (patrol dzielnicowy) oraz rzeźby (zamordowana budka telefoniczna).
W 2003 roku w prezentacji nazwanej „Turf War”, która odbyła się w nieużywanym magazynie, odwrócił role i tym razem malował na zwierzętach. Mimo że warunki i sposób, w jaki traktowane były zwierzęta, zostały zaakceptowane przez RSPCA, pewna kobieta walcząca o prawa zwierząt przykuła się do poręczy w ramach protestu.
Banksy zajmuje się również tworzeniem zmienionych, przerobionych obrazów; przykładem jest Liliowe jezioro Moneta, w którym to umiejscowił elementy kojarzące się z urbanizacją ziemi, takie jak odpadki czy wózek na zakupy zanurzony w wodzie. Innym przykładem jest obraz Nocne jastrzębie Edwarda Hoppera, w którym umiejscowił angielskiego chuligana, ubranego jedynie w szorty z brytyjską flagą, który dopiero co rzucił pewnym obiektem w okno kawiarni i rozbił je. Tworzy również instalacje.

## Potwierdzone prace

„Well hung lover” – Nagi mężczyzna zwisający z okna na skrzyżowaniu Park i Frogmore Street w Bristolu

W swojej sztuce Banksy często nawiązuje do kontrowersyjnych tematów, takich jak sprawa Guantanamo Bay

Banksy jest uważany za autora wielu prac. Oto niektóre z nich:
- W londyńskim zoo wspiął się na klatkę pingwinów i z dwumetrowych liter stworzył napis We’re bored of fish (ang. Mamy już dość ryb).
- W zoo w Bristolu zostawił napis Keeper smells – Boring Boring Boring (pol. Dozorca śmierdzi – Nuda Nuda Nuda) w klatce ze słoniami.
- W styczniu 2001 roku pojechał do terenów kontrolowanych przez Zapatystowską Armię Wyzwolenia Narodowego w Chiapas w Meksyku i – by okazać swoją solidarność i poparcie dla ich działań – namalował kilka scen walki na tamtejszych murach oraz korzystając z szablonów, umieścił kilka wzorów na murach San Cristóbal de Las Casas[8].
- Jest autorem okładki dla albumu Think Tank zespołu Blur.
- W marcu 2005 roku zamieścił kilka zmienionych obrazów w Museum of Modern Art, Metropolitan Museum of Art, Brooklyn Museum i American Museum of Natural History w Nowym Jorku[9].
- Zamieścił również zmieniony obraz w londyńskim Tate Britain[10].
- W Muzeum Historii Naturalnej umieścił swój eksponat o nazwie Banksus Militus Ratus, który przedstawiał wypchanego szczura przebranego za grafficiarza z puszką farby w ręce użytą do napisania Our time will come (pol. Nasz czas nadejdzie)[11].
- W maju 2005 roku, imitując prymitywne malarstwo jaskiniowe, Banksy umieścił swój rysunek, przedstawiający człowieka pchającego wózek z zakupami, w Muzeum Brytyjskim. Władze muzeum, po zauważeniu dzieła, postanowiły dodać je do swojej kolekcji eksponatów[12].
- W sierpniu 2005 roku artysta namalował dziewięć obrazów po palestyńskiej stronie zachodniego izraelskiego muru granicznego, z których jeden przedstawiał drabinę sięgającą szczytu muru, inny zaś – dziecko, które zabawkową łopatką wykopało dziurę w murze[13].
- W czerwcu 2006 roku Banksy, korzystając z techniki szablonowej, namalował nagiego mężczyznę zwisającego z parapetu okna, ukrywającego się w ten sposób przed mężem swojej kochanki, na ścianie Sexual Health Clinic na skrzyżowaniu Park i Frogmore Street w centrum Bristolu. Obraz wzbudził kontrowersję, zmuszając miejskie władze do zasugerowania się opinią publiczną w sprawie pozostawienia obrazu[14]. W wyniku internetowego głosowania obraz pozostał, otrzymawszy 97% poparcia głosujących[15].
- Na przełomie sierpnia i września 2006 roku artysta podmienił 500 sztuk debiutanckiego albumu Paris Hilton w 48 różnych sklepach muzycznych w Wielkiej Brytanii swoimi spreparowanymi płytami ze sparodiowanymi remiksami utworów autorstwa Danger Mouse i zmienioną okładką. Utwory na płycie nosiły nazwy takie jak Why Am I Famous (pol. Dlaczego jestem sławna?) czy What Have I Done (pol. Co takiego zrobiłam?). Okładka płyty została poddana obróbce cyfrowej, aby piosenkarka wyglądała na nagą. W środku znajdowały się również fotografie Paris z doklejoną głową psa czy wysiadającej z luksusowego samochodu w miejscu, gdzie spali bezdomni ludzie, do fotografii dołączony był podpis 90% of success is just showing up (ang. 90% sukcesu to po prostu pokazywanie się)[16][17].
- We wrześniu 2006 roku artysta przebrał dmuchaną lalkę w strój więźnia na wzór osób osadzonych w kontrowersyjnym Guantanamo Bay (pomarańczowy kombinezon, czarny worek na głowie, skute ręce) i umieścił ją w parku Disneyland w Anaheim w stanie Kalifornia w ramach protestu przeciwko temu, co się w więzieniach tego typu dzieje. Po półtorej godziny lalka została zabrana przez pracowników parku[18].
- W kwietniu 2008 roku na jednym z budynków w Londynie pojawiła się największa dotychczas praca Banksy’ego. Graffiti przedstawia policjanta obserwującego zakapturzonego chłopca malującego na ścianie olbrzymi napis „One Nation Under CCTV” (pol. Jeden Naród Pod Kamerami CCTV)[19].
- Przed Igrzyskami Olimpijskimi w Londynie w 2012 roku Banksy namalował kilka prac na murach, między innymi sportowca, który rzucał pociskiem rakietowym zamiast oszczepem i skoczka o tyczce, który przeskakiwał nad drutem kolczastym. Pojawiło się także graffiti przedstawiające złodzieja kradnącego jedno z kółek z olimpijskiego logo. Jednak wbrew powszechnej opinii nie zostało ono stworzone przez samego Banksy’ego, lecz artystę o pseudonimie Criminal Chalkist, który jedynie inspirował się jego stylem[20].
- W sierpniu 2015 w mieście Weston-super-Mare w Wielkiej Brytanii Banksy, zapraszając do współpracy innych artystów, stworzył swój największy jak dotąd projekt Dismaland, parodię parku rozrywki z rzeźbami i instalacjami artystycznymi[21]
- W setną rocznicę Deklaracji Balfoura w Zachodnim Brzegu zorganizował „przeprosiny” za okupację Palestyny[22].

## Ważniejsze wydarzenia
2000
- Okładka płyty Do Community Service dla zespołu Monk & Canatella, będąca nawiązaniem do wydarzenia „Walls of Fire” z 1998 roku z Bristolu.

2002
- Pierwsza wystawa Banksy’ego w Los Angeles w galerii 33 1/3, należącej do Franka Sosy. Wystawa zatytułowana „Existencilism” była pod kuratelą 33 1/3 Gallery, Malathion, Funk Lazy Promotions i B+.

2004
- W 2004 Banksy stworzył serię dziesięciofuntowych banknotów z wizerunkiem księżnej Diany. Zamiast „Bank of England” umieścił na nich napis „Banksy of England”. Następnie rzucił je w tłum podczas Notting Hill Carnival. Obecnie banknoty te w serwisie aukcyjnym eBay osiągają cenę 200 funtów za sztukę. Banksy stworzył także limitowaną serię 50 plakatów składających się z 10 banknotów na jednym arkuszu. W 2007 na aukcji w Bonhams w Londynie jeden z nich sprzedany został za 24 tys. funtów.

2006
- 16 września wystawa o nazwie „Barley Legal” w Los Angeles. Jednym z eksponatów na tej wystawie był słoń pomalowany w różowo-złoty wzór.
- 19 października Christina Aguilera kupiła obraz przedstawiający królową Wiktorię jako lesbijkę za 25 000 funtów. Dom aukcyjny Sotheby w Londynie sprzedał serię obrazów z Kate Moss za cenę 50 400 funtów.
- Seria obrazów przedstawiających modelkę namalowaną w stylu Andy’ego Warhola osiągnęła wartość pięciokrotnie przewyższającą cenę wyjściową.
- Jego wersja Mony Lisy została sprzedana za 57 tys. funtów na tej samej aukcji.
- W grudniu dziennikarz Max Foster pierwszy raz użył określenia „efekt Banksy’ego”, by unaocznić jak wielu artystów ulicznych osiągnęło sukces na fali Banksy’ego.

2007
- 21 lutego w domu aukcyjnym Sotheby’s praca Bombing Middle England Banksy’ego została sprzedana za cenę 102 000 funtów. Jest to najwyższa cena, jaką do tej pory jego obraz osiągnął na aukcji. Na tej samej aukcji sprzedane zostały także prace Balloon Girl (37 200 funtów) i Bomb Hugger (31 200 funtów).
- Na kolejnej aukcji praca Ballerina With Action Man Parts została sprzedana za 96 000 funtów, Glory za 72 tys. funtów, a Untitled (2004) za 33 tys. funtów. Każda z tych prac osiągnęła cenę o wiele większą, niż cena wyjściowa. Następnego dnia Banksy umieścił w internecie zdjęcie z owej aukcji, na którym ludzie licytują jego pracę. Podpisał je: „Nie mogę uwierzyć, że ci kretyni naprawdę kupują to gówno”.
- W lutym właściciel budynku na którym znajdowała się jedna z prac Banksy’ego (Bristol) zdecydował się go sprzedać Art Propeller Gallery. Wcześniej odrzucił wiele propozycji, od ludzi którzy chcieli kupić budynek i usunąć ową pracę. Uważał on, że graffiti Banksy’ego jest integralną częścią budynku i nie można się go pozbyć.
- W kwietniu praca Space Girl & Bird została sprzedana za 288 tys. funtów, przebijając tym samym dwukrotnie poprzedni rekord cenowy Banksy’ego i osiągając cenę dwudziestokrotnie większą niż cena początkowa.
- 4 czerwca została skradziona praca The Drinker.
- Kilka prac Banksy’ego pojawia się w filmie Ludzkie dzieci.

2008
- W dniach 3-5 maja Banksy zorganizował graffiti jam o nazwie „The Cans Festival”. Odbywa się on w tunelu przy Leake Street w Londynie. Jedyną zasadą tej imprezy była: „maluj co chcesz i gdzie chcesz, dopóki nie zamalowujesz innych”. Stawiło się wielu uznanych grafficiarzy, takich jak: Blek le Rat, Broken Crow, C215, Cartrain, Dolk, Dotmasters, J.Glover, Eine, Eelus, Hero, Pure evil, Jef Aérosol, Tom Civil i Roadsworth.
- W czerwcu, dla upamiętnienia ofiar huraganu Katrina, Banksy wykonał serię prac w Nowym Orleanie, zamalowując głównie ruiny pozostałe po katastrofie.
- 5 października została otwarta pierwsza wystawa Banksy’ego w Nowym Jorku, zatytułowana „Village Pet Store And Charcoal Grill”.

2009
- 13 lipca w Bristol City Museum and Art Gallery została otwarta wystawa „Banksy UK Summer Show”. W jej skład wchodziło ponad sto prac artysty, z czego siedemdziesiąt osiem nie było nigdy wcześniej pokazywanych. Wystawa została odebrana bardzo pozytywnie przyciągając w pierwszym tygodniu 8500 osób. Całość trwała dwanaście tygodni a odwiedziło ją łącznie ponad 300 tys. osób.

2010
- W 2010 roku Banksy nakręcił film Wyjście przez sklep z pamiątkami, który został nominowany do Oscara za najlepszy pełnometrażowy film dokumentalny.

2013
- 12 października 2013 Banksy wystawił anonimowo 25 niepodpisanych prac na płótnie o wartości co najmniej po kilkanaście tysięcy dolarów, na straganie na Piątej Alei w Nowym Jorku w okolicy Central Parku, po 60 dolarów za sztukę. Pracami zainteresowały się trzy osoby, które nabyły osiem prac. Cała akcja była filmowana[23][24].

## Publikacje

Dziecko z bombą

Banksy wydał także kilka albumów ze zdjęciami, zarówno swoich prac na murach w różnych częściach świata, jak i obrazów oraz prezentacji.
Wydane albumy:
- Banging Your Head Against A Brick Wall (czarno-biały, 1 listopada 2001)
- Existencilism (30 kwietnia 2002)
- Cut it Out (14 grudnia 2004)
- Wall and Piece (3 listopada 2006)

## Technika
Niektóre szablony powstają w wyniku komputerowej obróbki zdjęć, mającej na celu rozbicie obrazu na obszary o zbliżonej barwie (progowanie). Uzyskany w ten sposób obraz jest drukowany, następnie wycinany do powielania go na ścianie. Niekiedy jednak twórcy graffiti używający szablonów, w tym właśnie Banksy, traktują szablony jako jedynie szkielet dzieła, detale i cieniowania nanoszone są wtedy przy użyciu innych technik. Tak użyte szablony znacznie przyśpieszają pracę nad dużymi i zawierającymi dużo szczegółów graffiti (w porównaniu z obrazami tworzonymi na ścianie „od podstaw”).

## Prawdziwa tożsamość
Osobą, która zarejestrowała domenę strony Banksy’ego, jest fotograf Stephen Lazarides, który wielokrotnie uważany był za prawdziwą tożsamość artysty. Jednak Lazarides twierdzi, iż jest wyłącznie jego menadżerem i autorem większości zdjęć do jednej z jego publikacji, Banging Your Head Against A Brick Wall (ang. Walisz Głową w Ceglany Mur). Lazarides jest właścicielem znajdującej się na Greek St. w Londynie galerii o nazwie Laz Inc, w której można kupić niektóre prace Banksy’ego. Należy do niego również strona internetowa picturesonwalls.com, która ma wyłączne prawo do sprzedaży tańszych przedruków prac artysty.
Wśród domniemanych rzeczywistych personaliów Banksy’ego wymieniane są także:
- Robert Banks (wg „The Guardian”)[26]
- Robin Gunningham (wg „The Mail on Sunday”)[27]
- Robin Banksy[28], ur. 1974[8] w Yate

Podczas tworzenia swoich prac na Jamajce dla Wall Of Sounds, Banksy został sfotografowany przez oficjalnego fotografa imprezy, Petera Deana Rickardsa. Po kłótni obu mężczyzn, Rickards sprzedał zdjęcia, które według niego przedstawiają Banksy’ego, gazecie London Evening Standard, która je opublikowała. Zamieścił je również na swojej stronie internetowej, jednak wiarygodność zdjęć była wielokrotnie podważana. Strona brytyjskiego krytyka Briana Sewella zawiera informację, iż właśnie na niej opublikowane zostało prawdziwe zdjęcie artysty. Rodzice Banksy’ego myślą, że ich syn jest malarzem i dekoratorem wnętrz.
Powołał do życia organizację „Pest Control”, która potwierdza, czy to on jest autorem najnowszych londyńskich graffiti.

## Kontrowersje
Peter Gibson, przedstawiciel organizacji Keep Britain Tidy, dbającej o czystość w Wielkiej Brytanii, uważa, iż prace Banksy’ego są zwykłym wandalizmem.
Artysta wykonał płatne prace dla organizacji (jak np. Greenpeace) i miał zażądać do 25 tysięcy funtów za obraz. Spekulowano również, iż Banksy wykonywał pracę dla takich korporacji jak Puma, przez co został uznany przez niektórych za osobę, która poddała się kapitalizmowi, mimo przesłania wykonywanych prac.
Dzięki swojej tajemniczości i poziomowi wykonywanych prac, Banksy stał się obiektem kultu wśród artystów graffiti i innych młodych ludzi. Jego prace stały się rozpoznawalne; często są wykorzystywane np. jako symbole w tatuażach.